# 리투보니스
리투보니스, 리에투보니스 (Lytuvonis, Lietuvonis)는 고대 리투아니아 신화의 비를 내리는 신이다. 페르쿠나스와 연관이 있는 신이다.
1582년에 마체이 스트리이코우스키 (M. Strijkovskis)와 1666년 다니엘 클레인 (Daniel Klein)이 이 신을 언급했다.
얀 워시스키의 과거 리투아니아 인들이 숭배한 신들의 목록에도 나온다.